# دوفيس
دوفيس (بالفرنسية: Dofus)‏هي لعبة مبنية على منصة أدوبي فلاش، وهي من العاب تقمص الأدوار كثيفة اللاعبين على الإنترنت عالمها كله خيال تختار فيها شخصيتك وترفع مستواه من مستوا 1 إلى 200 أيضا الرحلة طويلة لذلك مع وقت تزداد خبرتك ولهذا يحبونها جميع الاعبين فهي لعبة لا يوجد مثلها وقد إزدادت شهرتها في حلول عام 2014 لترتفع إلى أقوى ألعاب وأيضا دوفيس مئة في مئة مجانية ولكن عليك الاشتراك لتلعب بحرية وبدون قيود إلى جميع أماكن يجب أن تدفع مبلغ من موقع بثمن 2.50 يورو للأسبوع لشهر 5.00 يورو أما 3 أشهر 14.50 يورو و6 أشهر 27.50 يورو وعام كامل بلإشتراك بثمن 48.00 يورو وأبضا يمكنك شراء بعض ملابس ومرافق من موقع وهناك لعبة توفيكاز التي تسمح لك بفوز بجوائز تقدر من 0 كاماس إلى مليوني كاماس مجانا لم أنتهي بعد هناك شيء أخر وهو لعبة دائرة حظ التي يمكنك أن تلعبها كلما اشتراكة في دوفيس على حسب اشتراكك والتي تسمح أيضا بفوز بجوائز تقدر من 0 كاماس إلى مليون كاماس ولكنها ليست مجانية وهناك لعبة krosmaster والتي هي عبارة عن دمى قدرتها محاكية لشخصيات لعبة التي يمكنك أن تلعبها في العبة.

## قصة
تبدأ قصة عندما تختفي دوفيس الستة :
- Ivoir
- vulbis
- فيروز (حجر كريم)
- أرجواني
- Emerude
- ebine
- أوكري

الشخصيات
- Iop
- Cra
- Sram
- Osamodas
- Enutrof
- دوفيس
- Xélor
- دوفيس
- Zobal
- Féca
- دوفيس
- باندافا
- Sacrieur
- Roublard
- سفينة بخارية
- Eliotrope
- [[</ref> Huppermage]]<ref>https://www.wakfu.com/fr/mmorpg/actualites/devblog/billets/451410-presentation-huppermage

### ألعاب لها صلة
- واكفي
- حلبة دوفيس
- دوفيس 1.29
- قتال دوفيس 1
- قتال دوفيس 2